# 여의도 시민요트나루
여의도 시민요트나루는 2011년 4월 16일에 서울특별시 여의도에 개장한 요트나루이다. 현재 정식 명칭은 정식 명칭은 서울마리나 클럽&요트이며
서울시 영등포구 여의서로 160 (구주소 서울시 영등포구 여의도동 81-8) 에 위치해 있다.
서울에서 유일하게 유상 요트 탑승이 가능한 복합 레져 시설로서, 직접 요트를 보유하고 유상운송을 하는 마리나 시설로는 국내 최대규모이다.
요트외에 제트스키 등의 수상 레져기구 또한 정박, 보관이 가능하다. 클럽하우스에서는 상설 레스토랑과 각종 연회가 가능한 컨벤션 센터가 운영되고 있다.
공식홈페이지는 http://www.seoul-marina.com이다%5B깨진+링크(과거+내용+찾기)%5D.